# Cranmore (Somerset)
Cranmore – wieś w Anglii, w hrabstwie Somerset, w dystrykcie (unitary authority) Somerset. Leży 30 km na południe od miasta Bristol i 168 km na zachód od Londynu. W 2001 miejscowość liczyła 520 mieszkańców.